# Flax
Il colore flax (anche conosciuto come oro vivo chiaro) è un grigio-giallo molto chiaro, il cui nome deriva da quello dei semi di lino. È molto simile al color senape.